# Małe zoo Lucy
Małe zoo Lucy (ang. 64 Zoo Lane, 2001-2013) – brytyjsko-francuski serial animowany.

## Fabuła
Mała Lucy jest ośmiolatką, która mieszka ze swoją mamą obok ZOO. Przed spaniem dziewczynka odwiedza swoich przyjaciół z sąsiedztwa. Każdego wieczoru zwierzęta niecierpliwie czekają na wizytę Lucy, aby opowiedzieć jej swoje najciekawsze przygody.

## Spis odcinków
| N/o            | Polski tytuł                                    | Angielski tytuł                                 |
| -------------- | ----------------------------------------------- | ----------------------------------------------- |
|                |                                                 |                                                 |
| SERIA PIERWSZA |                                                 |                                                 |
|                |                                                 |                                                 |
| 01             | Historyjka Nelsona słonia                       | The Story of Nelson the Elephant                |
|                |                                                 |                                                 |
| 02             | Historyjka Kevina krokodyla                     | The Story of Kevin the Crocodile                |
|                |                                                 |                                                 |
| 03             | Historyjka Joeya Kangura                        | The Story of Joey the Kangaroo                  |
|                |                                                 |                                                 |
| 04             | Historyjka Polarka misia polarnego              | The Story of Snowbert the Polar Bear            |
|                |                                                 |                                                 |
| 05             | Historyjka owłosionej Henrietki Hipek           | The Story of Henrietta the Hairy Hippo          |
|                |                                                 |                                                 |
| 06             | Historyjka Chichotka i Łaskotka                 | The Story of Giggles and Tickles                |
|                |                                                 |                                                 |
| 07             | Historyjka Zeda Zebry                           | The Story of Zed the Zebra                      |
|                |                                                 |                                                 |
| 08             | Historyjka Adama Pancernika                     | The Story of Adam the Armadillo                 |
|                |                                                 |                                                 |
| 09             | Historyjka Georginy Żyrafy                      | The Story of Georgina the Giraffe               |
|                |                                                 |                                                 |
| 10             | Historyjka Herberta Guźca                       | The Story of Herbert the Warthog                |
|                |                                                 |                                                 |
| 11             | Historyjka Pauliny Pelikan                      | The Story of Pauline the Pelican                |
|                |                                                 |                                                 |
| 12             | Historyjka o drzewie jednoowocowym              | The Story of the Juicy Fruit Tree               |
|                |                                                 |                                                 |
| 13             | Historyjka o Słoniowym Ptaku                    | The Story of the Elephant Bird                  |
|                |                                                 |                                                 |
| 14             | Historyjka Tobiego Żółwia                       | The Story of Toby the Tortoise                  |
|                |                                                 |                                                 |
| 15             | Historyjka Ronalda i Dziob-Dziob Ptaka          | The Story of Ronald and the Tic Tic Bird        |
|                |                                                 |                                                 |
| 16             | Historyjka o jaju Olgi                          | The Story of Audrey’s Egg                       |
|                |                                                 |                                                 |
| 17             | Historyjka o Garym Dromaderze                   | The Story of Gary the Dromerdary                |
|                |                                                 |                                                 |
| 18             | Historyjka o Molly i Natalii                    | The Story of Molly and Nathalie                 |
|                |                                                 |                                                 |
| 19             | Historyjka o Wallym wombacie                    | The Story of Wally the Wombat                   |
|                |                                                 |                                                 |
| 20             | Historyjka o polance w dżungli                  | The Story of the Jungle Clearing                |
|                |                                                 |                                                 |
| 21             | Historyjka o Melanii Łoś                        | The Story of Melanie the Moose                  |
|                |                                                 |                                                 |
| 22             | Historyjka o Balbinie Bóbr                      | The Story of Beverly the Beaver                 |
|                |                                                 |                                                 |
| 23             | Historyjka o Doris Kaczce                       | The Story of Doris the Duck                     |
|                |                                                 |                                                 |
| 24             | Historyjka o Esmeraldzie Żmii                   | The Story of Esmerelda the Snake                |
|                |                                                 |                                                 |
| 25             | Historyjka o wielkiej przygodzie Eddiego        | The Story of Eddie’s Big Adventure              |
|                |                                                 |                                                 |
| 26             | Historyjka o przyjęciu urodzinowym Herberta     | The Story of Herbert's Birthday Party           |
|                |                                                 |                                                 |
| SERIA DRUGA    |                                                 |                                                 |
|                |                                                 |                                                 |
| 27             | Opowieść o tym jak Reginald chciał spać         | The Story of Reginald’s Big Sleep               |
|                |                                                 |                                                 |
| 28             | Opowieść o koali Fibi                           | The Story of Phoboe the Koala                   |
|                |                                                 |                                                 |
| 29             | Opowieść o Herkulesie Wąsaczu                   | The Story of Hercule Mustache                   |
|                |                                                 |                                                 |
| 30             | Opowieść o porannym chórze                      | The Story of the Dawn Chorus                    |
|                |                                                 |                                                 |
| 31             | Opowieść o papudze Petuli                       | The Story of Petula the Parrot                  |
|                |                                                 |                                                 |
| 32             | Opowieść o magicznej sztuczce Kevina            | The Story of Kevin’s Magic Trick                |
|                |                                                 |                                                 |
| 33             | Historia Izabeli Flamingówny                    | The Story of Isabel the Flamingo                |
|                |                                                 |                                                 |
| 34             | Historia o Herbercie i straszliwym arbuzie      | The Story of Herbert and the Watermelon of Doom |
|                |                                                 |                                                 |
| 35             | Historia Alana Mrówkojada                       | The Story of Alan the Aardvark                  |
|                |                                                 |                                                 |
| 36             | Historyjka o bardzo ważnym gościu               | The Story of the Important Visitor              |
|                |                                                 |                                                 |
| 37             | Opowieść o Maskonurach z Zatoki Mchu            | The Story of the Puffins of Mossy Bay           |
|                |                                                 |                                                 |
| 38             | Opowieść o Rolandzie i Rosi                     | The Story of Ronald and Rosie                   |
|                |                                                 |                                                 |
| 39             | Opowieść o nowych sąsiadach Natalii             | The Story of Nathalie's Neighbors               |
|                |                                                 |                                                 |
| 40             | Opowieść o kameleonie Kacprze                   | The Story of Casper the Chameleon               |
|                |                                                 |                                                 |
| 41             | Opowieść o bocianie Simusie                     | The Story of Seamus the Stork                   |
|                |                                                 |                                                 |
| 42             | Najlepszy przyjaciel Gary’ego                   | The Story of Gary's Best Friend                 |
|                |                                                 |                                                 |
| 43             | Brombelkowa zupa Georginy                       | The Story of Georgina's Bumbleberry Soup        |
|                |                                                 |                                                 |
| 44             | Opowieść o kuzynie Śmiechotku                   | The Story of Cousin Chuckles                    |
|                |                                                 |                                                 |
| 45             | Przygody Joeya na biwaku                        | The Story of Joey's Camping Trip                |
|                |                                                 |                                                 |
| 46             | Leśny potwór                                    | The Story of the Monster in the Forest          |
|                |                                                 |                                                 |
| 47             | Opowieść o niedźwiedziu Borysie                 | The Story of Boris the Bear                     |
|                |                                                 |                                                 |
| 48             | Opowieść o urodzinowym prezencie Melanii        | The Story of Melanie's Birthday Present         |
|                |                                                 |                                                 |
| 49             | Opowieść o krokodylu Wiktorze                   | The Story of Victor the Crocodile               |
|                |                                                 |                                                 |
| 50             | Opowieść o wakacjach hien                       | The Story of the Hyena's Holiday                |
|                |                                                 |                                                 |
| 51             | Opowieść o spokojnym dniu Herberta              | The Story of Herbert's Peaceful Day             |
|                |                                                 |                                                 |
| 52             | Opowieść o Ani Anakondzie                       | The Story of Annie the Anaconda                 |
|                |                                                 |                                                 |
| SERIA TRZECIA  |                                                 |                                                 |
|                |                                                 |                                                 |
| 53             | Opowieść o bratanku Nelsona – Nigelu            | The Story of Nelson’s Nephew Nigel              |
|                |                                                 |                                                 |
| 54             | Opowieść o Georginie, królowej mody             | The Story of Georgina Queen of Fashion          |
|                |                                                 |                                                 |
| 55             | Opowieść o braciszku Lily                       | The Story of Lily’s Little Brother              |
|                |                                                 |                                                 |
| 56             | Opowieść o wielkiej fali na jeziorze            | The Story of The Big Billabong Wave             |
|                |                                                 |                                                 |
| 57             | Opowieść o nowym domu Toby’ego                  | The Story of Toby’s New House                   |
|                |                                                 |                                                 |
| 58             | Opowieść o najmniejszym maskonurze Jamiem       | The Story of Jamie The Littlest Puffin          |
|                |                                                 |                                                 |
| 59             | Opowieść o tym, jak Ronald uczył się pływać     | The Story of Ronald’s Swimming Lesson           |
|                |                                                 |                                                 |
| 60             | Opowieść o skarbie maskonurów                   | The Story of The Puffins’ Treasure              |
|                |                                                 |                                                 |
| 61             | Opowieść o Wiktorze, który nie mył zębów        | The Story of Victor’s Bad Teeth Day             |
|                |                                                 |                                                 |
| 62             | Opowieść o nowym przyjacielu Polarka            | The Story of Snowbert’s New Friend              |
|                |                                                 |                                                 |
| 63             | Opowieść o zabawie w basenie                    | The Story of The Play and Splash Pool           |
|                |                                                 |                                                 |
| 64             | Opowieść o pomocnikach Melanii                  | The Story of Melanie’s Little Helpers           |
|                |                                                 |                                                 |
| 65             | Opowieść o tym, jak Joey nocował poza domem     | The Story of Joey’s Sleepover                   |
|                |                                                 |                                                 |
| 66             | Opowieść o zapiekance z dżungli                 | The Story of The Jungle Pie                     |
|                |                                                 |                                                 |
| 67             | Opowieść o Jazzie, królu karnawału              | The Story of Jazz The Carnival King             |
|                |                                                 |                                                 |
| 68             | Opowieść o jeżozwierzu Patsy                    | The Story of Patsy The Porcupine                |
|                |                                                 |                                                 |
| 69             | Opowieść o kamieniach wspólnoty                 | The Story of The Together Stones                |
|                |                                                 |                                                 |
| 70             | Opowieść o wielorybicy Thelmie                  | The Story of Thelma the Whale                   |
|                |                                                 |                                                 |
| 71             | Opowieść o najlepszej choince na świecie        | The Story of the Best Christmas Tree Ever       |
|                |                                                 |                                                 |
| 72             | Opowieść o chwytliwej melodii Alana             | The Story of Alan’s Catchy Tune                 |
|                |                                                 |                                                 |
| 73             | Opowieść o małym bizonku                        | The Story of The Baby Bison                     |
|                |                                                 |                                                 |
| 74             | Opowieść o bohaterze Afryki – Zedzie            | The Story of Zed The Hero Of Africa             |
|                |                                                 |                                                 |
| 75             | Opowieść o arbuzach Herberta                    | The Story of Herbert’s Watermelons              |
|                |                                                 |                                                 |
| 76             | Opowieść o skarbach Doris                       | The Story of Doris’ Precious Things             |
|                |                                                 |                                                 |
| 77             | Opowieść o lamie Leopoldzie                     | The Story of Leopoldo The Llama                 |
|                |                                                 |                                                 |
| 78             | Opowieść o tukanie Taluli                       | The Story of Tallulah The Toucan                |
|                |                                                 |                                                 |
| SERIA CZWARTA  |                                                 |                                                 |
|                |                                                 |                                                 |
| 079            | Opowieść o chętnym do pomocy Zedzie             | The Story of Zed’s Really Helpful Mood          |
| 080            | Opowieść o festiwalu flamingów                  | The Story of the Flamingo Festival              |
| 081            | Opowieść o drzewie Dżimdżamowym                 | The Story of the Jimjameree Tree                |
| 082            | Opowieść o czółnie Alfiego i Charliego          | The Story of Alfie and Charlie’s Canoe          |
| 083            | Opowieść o wycieczce wielorybiej                | The Story of the Whale Trip                     |
| 084            | Opowieść o Zającu Horacym                       | The Story of Horace the Hare                    |
| 085            | Opowieść o piłce bumerangowej                   | The Story of Boomerangball Game                 |
| 086            | Opowieść o porządkach na koniec pory deszczowej | The Story of the End of the Rainy Season Clean  |
| 087            | Opowieść o długiej nocy w dżungli               | The Story of a Long Night in the Jungle         |
| 088            | Opowieść o wesołym śmiganiu                     | The Story of the Merry Jinglewhizz              |
| 089            | Opowieść o maskonurach bijących rekordy         | The Story of the Record Breaking Puffins        |
| 090            | Opowieść o konkursie kucharskim                 | The Story of the Cooking Contest                |
| 091            | Opowieść o szale na sawannie                    | The Story of Savannah Craze                     |
| 092            | Opowieść o Ronaldzie i jego głazach             | The Story of Ronald and his Boulders            |
| 093            | Opowieść o domku z liści                        | The Story of House of Leaves                    |
| 094            | Opowieść o wielkich deszczach                   | The Story of the Great Rains                    |
| 095            | Opowieść o tańcach w dżungli                    | The Story of the Jungle Ball                    |
| 096            | Opowieść o hulajnodze Alana                     | The Story of Alan’s Scooter                     |
| 097            | Opowieść o długim pożegnaniu Bao Bao            | The Story of Bao Bao’s Long Goodbye             |
| 098            | Opowieść o nowym stylu Reginalda                | The Story of Reginald’s New Look                |
| 099            | Opowieść o karpiu Moncucjuszu                   | The Story of Confuse-us the Carp                |
| 100            | Opowieść o ostatniej jagodzie buluru            | The Story of the Last Buluru Berry              |
| 101            | Opowieść o dniu pucowania                       | The Story of Washi-Washi Day                    |
| 102            | Opowieść o kwiecie Doris                        | The Story of Doris Flower                       |
| 103            | Opowieść o kozie Gertie                         | The Story of Gertie the Goat                    |
| 104            | Opowieść o niespodziance dla Talluli            | The Story of Tallulah’s Surprise Present        |